# Paradise Beach - Dentro l'incubo
Paradise Beach - Dentro l'incubo (The Shallows) è un film del 2016 diretto da Jaume Collet-Serra, con protagonista Blake Lively.

## Trama
La studentessa di medicina Nancy Adams raggiunge Paradise Beach, una spiaggia appartata del Messico, a distanza imprecisata dalla città di Tijuana – luogo in cui molti anni prima sua madre, poi morta di cancro, aveva scattato una foto con la tavola da surf. Carlos, un simpatico residente locale, accompagna Nancy fino alla spiaggia, dove poi si imbatte in una coppia di giovani surfisti, intenti a cavalcare le onde. Per tutta la giornata i due e Nancy sfidano il mare di Paradise Beach.
Verso sera, amareggiata da una chiamata ricevuta da suo padre che le chiedeva di tornare a casa da lui e da sua sorella, Nancy decide di nuotare un'ultima volta, mentre gli altri due surfisti se ne vanno. Rimasta sola, la ragazza scorge la carcassa di una megattera sbranata e circondata da gabbiani, e improvvisamente la donna viene attaccata da un grande squalo bianco, che la ferisce ad una gamba.
Nancy si salva aggrappandosi alla carcassa della balena, ma lo squalo non sembra desistere. A grande fatica, la donna raggiunge uno scoglio isolato dall'alta marea, sul quale trova rifugio anche un gabbiano ferito ad un'ala. Con il rischio di morire dissanguata, Nancy pratica una rudimentale sutura usando i propri orecchini e strappando la muta da surf per usarla come laccio emostatico.
La ragazza trascorre così la notte sulle rocce, aspettando la bassa marea e i soccorsi. La mattina dopo, un uomo del posto ubriaco inizia a rubare le cose di Nancy lasciate sulla spiaggia e, cercando di prendere la tavola da surf, finisce ucciso dallo squalo. Poche ore dopo, i due surfisti del giorno prima ritornano, mentre Nancy cerca invano di avvertirli e lo squalo uccide anche loro.
Mentre le sue ferite peggiorano, causandole un principio di gangrena, Nancy riesce dapprima a curare l'ala al gabbiano e, in seguito, a reperire la videocamera GoPro di uno dei due surfisti uccisi e registra un filmato della sua situazione e chiede scusa alla propria famiglia. Infine, vuole raggiungere una vicina boa di segnalazione come rifugio, ma le ci vorrebbe troppo tempo a nuoto per sfuggire allo squalo. Decide di passare attraverso un branco di meduse; il predatore cerca di raggiungerla ma viene ferito e allontanato dalle meduse.
Nancy, temporaneamente in salvo sulla boa, scorge una nave mercantile di passaggio e cerca di attirarne l'attenzione con la pistola lanciarazzi nella scatola di emergenza della boa. Tuttavia la nave si allontana e i razzi, logorati dal tempo, cadono in acqua senza produrre luce. Più tardi un ragazzino trova la GoPro con il video di Nancy e corre a chiamare aiuto.
Lo squalo bianco attacca nuovamente la boa, e Nancy lancia un razzo contro di lui, incendiando l'olio della megattera morta e facendolo arrabbiare. Lo squalo spezza le catene che la fissano al fondo del mare e Nancy si aggrappa ai pesi della boa per farsi trascinare verso il fondo, inseguita dallo squalo, che all'ultimo momento rimane impalato mortalmente da un groviglio di carpenteria metallica.
Intanto il ragazzo, rivelatosi essere il figlio di Carlos, ha avvertito il padre, che trova Nancy a riva stremata ma ancora viva. La ragazza osserva la spiaggia un'ultima volta, prima di immaginare il volto felice della sua defunta madre e darsi coraggio dicendo semplicemente «Sto bene». Alla fine Nancy decide di proseguire gli studi e di continuare a surfare con la sorella, superando questo incubo.

## Produzione
Inizialmente Louis Leterrier era stato ingaggiato per dirigere il film, ma ha abbandonato nel giugno 2015. È stato poi sostituito da Jaume Collet-Serra. Blake Lively ha ottenuto il ruolo da protagonista nell'agosto 2015. Nello stesso mese il titolo del film è stato cambiato da In The Deep a The Shallows.
Le riprese hanno avuto luogo interamente in Australia, ai Village Roadshow Studios a Gold Coast e sull'isola di Lord Howe.

## Distribuzione
Inizialmente, la distribuzione negli Stati Uniti fu decisa per il 29 giugno 2016, ma, per evitare la pellicola La notte del giudizio - Election Year e il weekend culminante con la festività del 4 luglio, è stata anticipata al 24 dello stesso mese.
Invece, in Italia, la data venne slittata più volte: inizialmente designata per il 30 giugno, poi il 21 luglio e infine il 25 agosto.

## Accoglienza

### Incassi
Il film ha incassato 54.8 milioni di dollari in Nord America e circa 65 milioni nel resto del mondo, per un totale di circa 120 milioni di dollari contro un budget di 17 milioni.

### Critica
Il film è stato accolto da recensioni generalmente positive da parte della critica. Sul sito Rotten Tomatoes ottiene il 77% delle recensioni professionali positive, basata su 166 recensioni, con una media voto del 6.5/10. Su Metacritic ha un punteggio del 59 su 100, basato su 34 recensioni. Simon Thompson di IGN ha dato al film un voto di 9/10, dicendo che «Paradise Beach ha fatto ai surfisti lo stesso effetto che The Blair Witch Project - Il mistero della strega di Blair fece ai campeggiatori e ha fatto in modo che Lo squalo sembri una festicciola per bambini».